# Mistrzostwa Afryki w Zapasach 1996
Mistrzostwa Afryki w zapasach w 1996 roku rozegrano w dniu 9 kwietnia w El-Menzah w Tunezji.

## Tabela medalowa
Gospodarz zawodów został zaznaczony kolorem.
| Miejsce | Kraj              | Złoto | Srebro | Brąz | Razem |
| 1       | Tunezja           | 11    | 9      | 3    | 23    |
| 2       | Nigeria           | 7     | 2      | 1    | 10    |
| 3       | Egipt             | 5     | 0      | 3    | 8     |
| 4       | Południowa Afryka | 4     | 3      | 6    | 13    |
| 5       | Algieria          | 1     | 6      | 2    | 9     |
| 6       | Senegal           | 1     | 1      | 1    | 3     |
| 7       | Maroko            | 0     | 5      | 2    | 7     |
| 8       | Gwinea            | 0     | 2      | 0    | 2     |
| 9       | Gwinea Bissau     | 0     | 1      | 0    | 1     |
| 10      | Madagaskar        | 0     | 0      | 1    | 1     |
|         | razem:            | 29    | 29     | 19   | 77    |

## Wyniki mężczyźni

### styl wolny
| Waga   | Złoto:                | Srebro:         | Brąz:                     |
| 48 kg  | Isaac Jacob           | Shaun Williams  | Herizo Pakotondra Masy    |
| 52 kg  | Joe Oziti             | Kadjouar Amori  | Hattem Romdhani           |
| 57 kg  | Jenson Varenburg Sarr | Talata Embalo   | Tebe Dorgu                |
| 62 kg  | Tjaart du Plessis     | Farid Hannoun   | Tarik Ibrahim             |
| 68 kg  | Ibo Oziti             | Félix Diédhiou  | Bennie Labuschagne        |
| 74 kg  | Jannie du Toit        | Sinivie Boltic  | Matar Sène                |
| 82 kg  | Alioune Diouf         | Willem Putter   | Ahmad Faradż Abd ar-Rahim |
| 90 kg  | Victor Kodei          | Sofiane Oudina  | Dawid Jacobs              |
| 100 kg | Andrew Davidson       | Bimida Dougare  | Abd al-Aziz as-Safawi     |
| 130 kg | Khenneth Ntori        | Umran al-Ajjari | Ahmad Hammam              |

### styl klasyczny
| Waga   | Złoto:                       | Srebro:               | Brąz:               |
| 48 kg  | Lucas Ottah                  | Bouchoucha Zoubir     | Saifeddine Souiegui |
| 52 kg  | Fiebri Tabi                  | Mohamed Saadi         | Walid Nefzi         |
| 57 kg  | Sabir Mahmud Muhammad        | Nabil Salihi          | Abd ar-Rahman Nana  |
| 62 kg  | Ahmad Kamil Muhammad Husajn  | Brian Coats           | Jasin Dżakrir       |
| 68 kg  | Madżdi Mahmud Jusuf          | Anwar Kandafil        | Mazuz Bin Dżada     |
| 74 kg  | Jusuf Bukirra                | Aziz al-Chalafi       | Gideon Malherbe     |
| 82 kg  | Ajman Husni                  | Sofiane Oudina        | Piet Bezuidenhout   |
| 90 kg  | Mustafa Abd al-Haris Ramadan | Abd al-Aziz as-Safawi | Markus Dekker       |
| 100 kg | Muhammad Nawwar              | Muhammad al-Basri     | ----                |
| 130 kg | Umran al-Ajjari              | Raszid Bilaziz        | Mark Robinson       |

## Wyniki kobiety

### styl wolny
| Waga  | Złoto:           | Srebro:                | Brąz: |
| 44 kg | Mejri Najoua     | Faiza Bejaoui          | ----  |
| 47 kg | Saoussen Yacoubi | Jihane Ben Dhia        | ----  |
| 50 kg | Fatma Arfaoui    | Nur al-Huda al-Badżawi | ----  |
| 53 kg | Salma Ferchichi  | Fatoumata Camara       | ----  |
| 57 kg | Sonia Zitouni    | Saoussen Raouafi       | ----  |
| 61 kg | Zaraa Raouafi    | Wahida Smaili          | ----  |
| 65 kg | Rim Garram       | Fanta Kauyate          | ----  |
| 70 kg | Khaouter Gharram | Soumaya Hidri          | ----  |
| 75 kg | Saida Riabi      | Mariem Hichri          | ----  |